# هجوم معسكر بنسلفانيا عام 2003
| الولايات المتحدة ضد حسن ك. أكبر المحكمة: محكمة عسكرية عامة انعقدت بأمر من قائد الفيلق الثامن عشر المحمول جوًا الاسم الكامل للقضية: الولايات المتحدة ضد حسن ك. أكبر تاريخ البت في القضية: 21 نيسان 2005 تاريخ القضية: تم الاستئناف أمام محكمة الاستئناف للقوات المسلحة في الولايات المتحدة تشكيلة المحكمة: القضاة: - العقيد دان تريمبل - العقيد باتريك ج. باريش - العقيد ستيفن هينلي آراء المحكمة: القرار صدر عن: هيئة محلفين عسكرية مؤلفة من: - 9 ضباط - 6 ضباط صف كبار |
| --- |

في ساعات الصباح الباكر من يوم 23 آذار 2003، في معسكر بنسيلفانيا بالكويت، خلال بداية غزو الولايات المتحدة للعراق، أقدم الرقيب حسن كريم أكبر (الذي وُلد باسم مارك فيديل كولز في 21 نيسان 1971) على إلقاء أربع قنابل يدوية داخل ثلاث خيام كان ينام فيها أفراد من الفرقة 101 المحمولة جوًا، ثم أطلق النار من بندقيته على زملائه الجنود وسط الفوضى التي تلت الهجوم. وقد أُصيب النقيب في الجيش كريستوفر س. سيفرت برصاصة في ظهره ما أدى إلى وفاته، بينما قُتل الرائد في سلاح الجو غريغوري ل. ستون بقنبلة يدوية. كما أُصيب أربعة عشر جنديًا آخرين، معظمهم بشظايا القنابل.
في محاكمة الولايات المتحدة ضد حسن ك. أكبر، دفع محامو الدفاع العسكريون بأن أكبر كان يعاني من مشكلات نفسية، من بينها جنون الارتياب، والسلوك غير العقلاني، والأرق، واضطرابات نوم أخرى. وفي نيسان 2005، أُدين أكبر وصدر بحقه حكم بالإعدام بتهمة قتل سيفرت وستون. وقد أيّدت محكمة الاستئناف العسكرية الحكم في 13 تموز 2012، وتبعتها محكمة الاستئناف للقوات المسلحة في 19 آب 2015.
يُعد أكبر أول جندي يُدان بقتل زملائه الجنود خلال الحرب منذ حرب فييتنام، وهو ما يُعرف بمصطلح "فراغينغ". ولا يزال محتجزًا في السجن الانضباطي التابع للجيش الأمريكي بانتظار تنفيذ حكم الإعدام.

## الخلفية
وُلد أكبر باسم مارك فيديل كولز في 21 نيسان 1971، ونشأ في حي واطس في مدينة لوس أنجلس، كاليفورنيا. والده، جون كولز، اعتنق الإسلام أثناء وجوده في السجن بتهمة تتعلق بالعصابات، وغيّر اسمه إلى "أكبر" بعد خروجه من السجن في عام 1974. أما والدة أكبر، فقد اعتنقت الإسلام لاحقًا قبل زواجها من ويليام م. بلال، وهو أيضًا من معتنقي الإسلام. وقد اتخذت اسم "قرآن بلال"، وغيّرت اسم ابنها إلى حسن كريم أكبر، ليحمل اسم والده ويتماشى مع ديانتهم، وتربى منذ صغره على الإسلام.
في عام 1988، تم قبوله في جامعة كاليفورنيا، ديفيس، وتخرّج بعد تسع سنوات، في عام 1997، حائزًا على درجتين بكالوريوس في الهندسة الميكانيكية والهندسة الجوية. وذكرت الجامعة أن طول مدة دراسته يعود إلى توقفه وعودته أكثر من مرة خلال تلك السنوات. شارك أكبر في برنامج تدريب ضباط الاحتياط أثناء دراسته، لكنه لم يحصل على رتبة ضابط. ولأنه كان مثقلًا بالديون، التحق بالجيش كجندي مجند.
بعد بضع سنوات، أصبح أكبر رقيبًا برتبة E-5 ومهندسًا قتاليًا في السرية A، الكتيبة الهندسية 326، الفرقة 101 المحمولة جوًا. وبحلول آذار 2003، كانت وحدات من الفرقة تتمركز في معسكر بنسيلفانيا، وهو معسكر أمريكي في صحراء شمال الكويت، تحضيرًا لغزو العراق. في ساعات الفجر من 23 آذار، قام أكبر بإطفاء مولد الكهرباء الذي كان يُشغّل الإضاءة في منطقة الهجوم، ثم ألقى أربع قنابل يدوية من نوع M67 داخل ثلاث خيام كان ينام فيها الجنود، مما أسفر عن إصابات متعددة، كما أطلق النار من بندقية M4 على زملائه. قُتل النقيب كريستوفر س. سيفرت، ضابط الاستخبارات والأمن في اللواء الأول، والرائد غريغوري ل. ستون من الحرس الوطني الجوي في آيداهو، التابع لسرب الدعم الجوي 124. سيفرت، البالغ من العمر 27 عامًا، قُتل برصاصة في الظهر، بينما ستون، البالغ من العمر 40 عامًا، أُصيب بـ83 شظية. كما أُصيب أربعة عشر جنديًا آخرون.

## المحكمة العسكرية

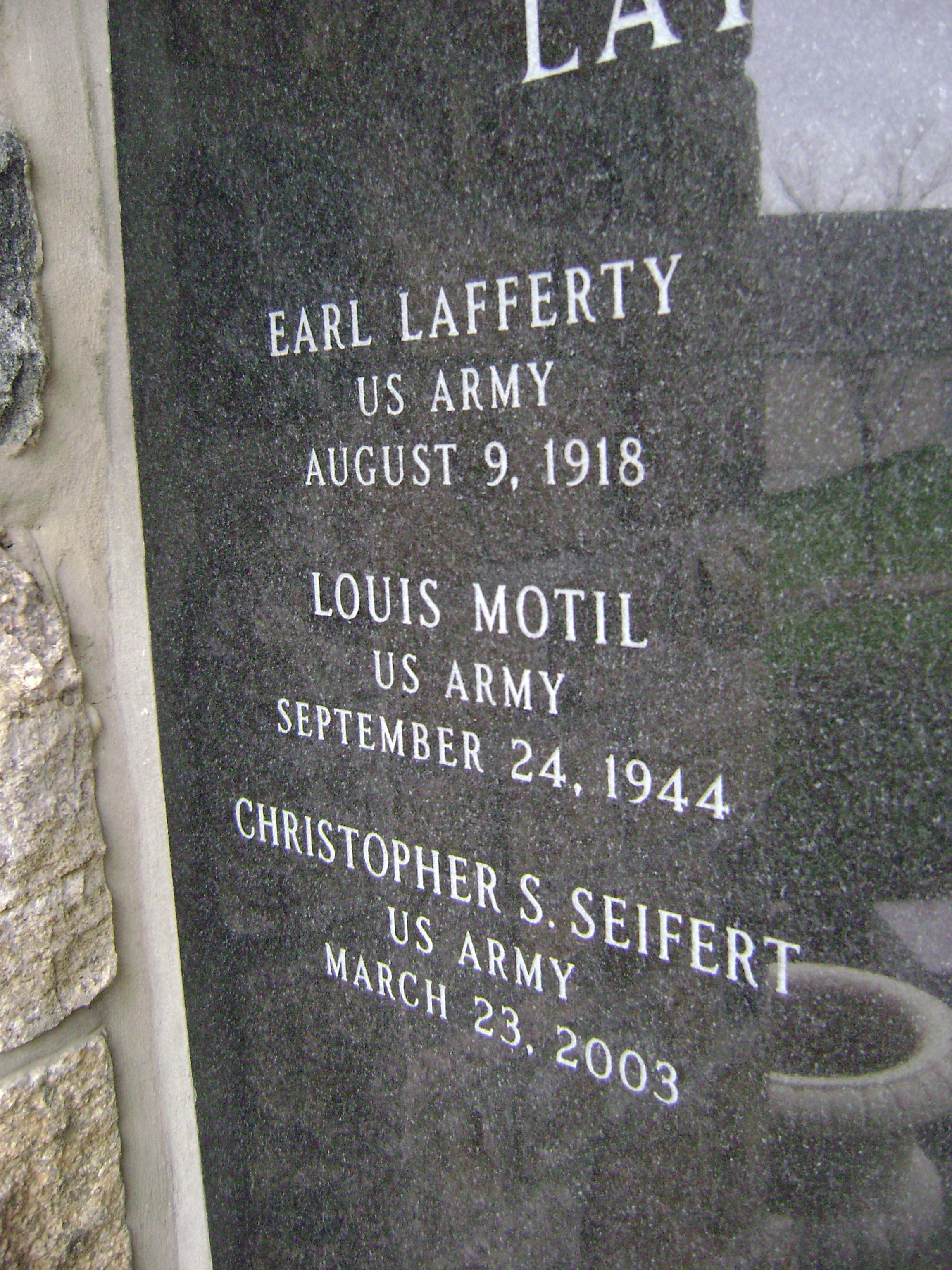
تم وضع نقش كريستوفر سيفيرت على النصب التذكاري لقدامى المحاربين في بلدة ويليامز في بلدة ويليامز ، مقاطعة نورثامبتون ، بنسلفانيا.

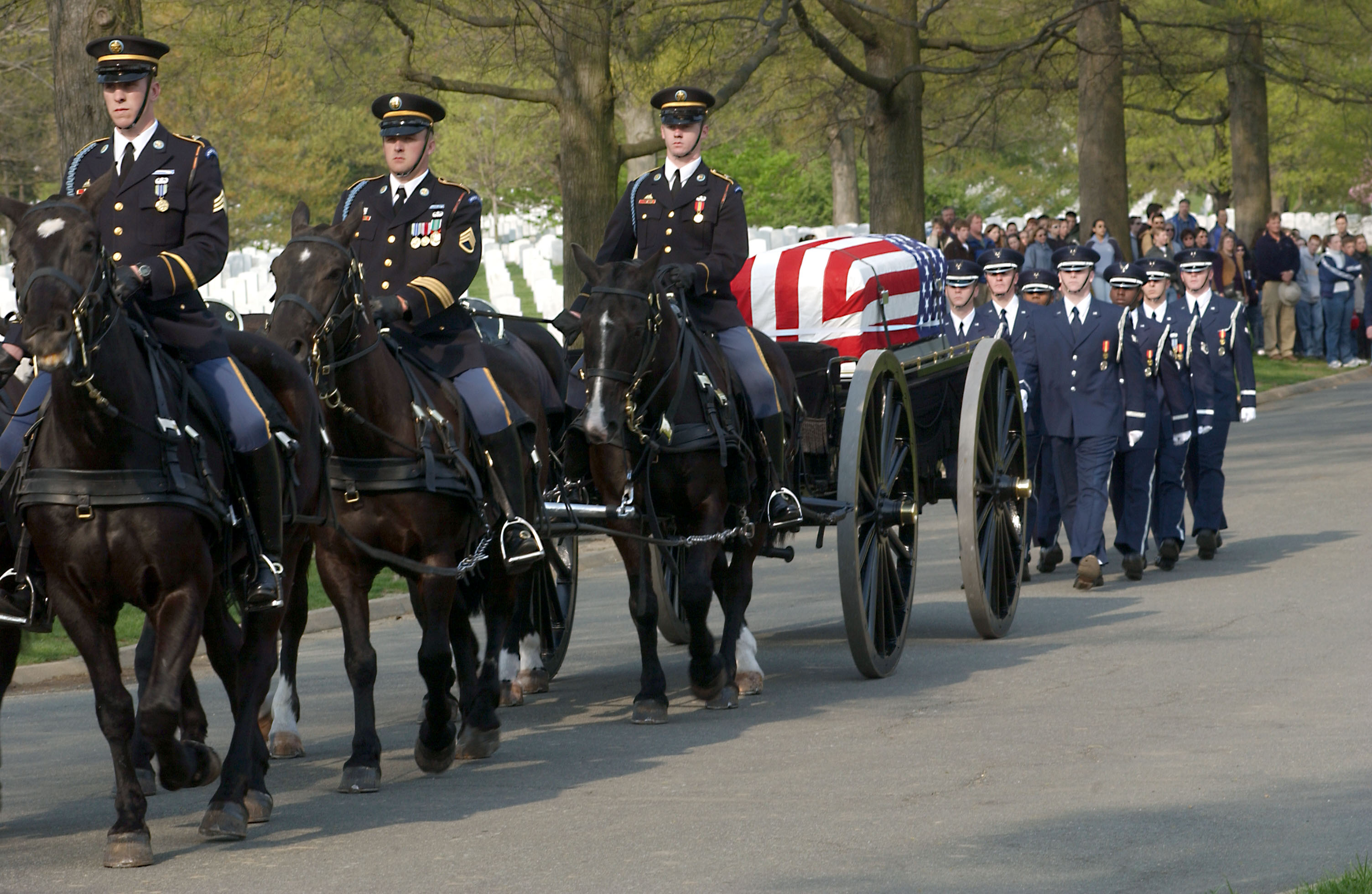
جنازة جريجوري إل. ستون في مقبرة أرلينغتون الوطنية (١٧ أبريل ٢٠٠٣)

في عام 2005، تمّت محاكمة أكبر، وهو المشتبه الوحيد، أمام محكمة عسكرية في فورت براغ، نورث كارولاينا، أمام هيئة محلفين عسكرية مكونة من تسعة ضباط (من رتبة رائد إلى عقيد) وستة ضباط صف كبار، بينهم 13 رجلًا وامرأتان. وعلى الرغم من اعتراف أكبر بارتكاب الجرائم، دفع محامو الدفاع بأن موكلهم لديه تاريخ من الأمراض النفسية كان الجيش على علم به.
تفاصيل خلفية أكبر تشير إلى صعوبات سابقة في التكيّف مع الجامعة ثم الجيش. وذكرت وكالة أسوشيتد برس أن والده قال إن ابنه اشتكى سابقًا لرؤسائه من "مضايقات دينية وعنصرية"، غير أن فريق الدفاع لم يُقدم أي شهود في المحكمة يدعمون هذا الادعاء.
رؤساء أكبر في الجيش اعتبروا أداؤه دون المستوى، وقد تمّت إقالته من موقعه كقائد فرقة وأُسندت إليه مهام أدنى. ووصفه بعض زملائه بأنه منعزل، ونادرًا ما يُرى برفقة الآخرين، وكان يُشاهد وهو يتحدث إلى نفسه. وفي بداية خدمته مع الوحدة، أشار رؤساؤه إلى أن لديه "مشكلة في السلوك". واعتبرت السلطات العسكرية أن الدافع وراء هجومه كان الانتقام، إذ ورد أنه تعرض لتأنيب مؤخرًا بسبب عصيانه، وقيل له إنه لن يشارك في دخول العراق مع وحدته.

كُشف لاحقًا عن مقتطفات من يومياته. ففي 4 شباط 2003، كتب:
"أعتقد أنهم يريدون إذلالي أو تحقيري. ربما يظنون أنني لن أفعل شيئًا حيال ذلك. وهم محقون. لن أفعل شيئًا ما دمت هنا. ولكن بمجرد أن أكون في العراق، سأحاول قتل أكبر عدد ممكن منهم."
وفي مدونة أخرى كتب قبل الهجوم:
«أفترض أنهم يريدون إذلالي أو تحقيري فحسب. ربما يظنون أنني لن أفعل شيئًا حيال ذلك. وهم محقّون في ذلك. لن أفعل شيئًا ما دمت هنا. ولكن بمجرد أن أكون في العراق، سأحاول قتل أكبر عدد ممكن منهم.»
في مدونة أخرى كتبها قبل الهجوم، قال أكبر:
«قد لا أكون قد قتلت أي مسلم، لكن مجرد وجودي في الجيش يُعادل ذلك. وقد أضطر قريبًا إلى اتخاذ قرار بشأن من سأقتل.»
وقد زعم الادعاء في المحكمة العسكرية أن هذه المذكرات، إلى جانب سرقته للقنابل اليدوية وإطفائه لمولّد الكهرباء الذي كان يضيء المعسكر، تُثبت أن الهجوم كان مُخططًا له مسبقًا. وقد أدّت إدانته بهذه التهم إلى صدور حكم الإعدام بحقه.
أوضح فريق الدفاع أن أكبر شُخّص في سن الرابعة عشرة كمريض نفسي، وأن أعراضه تفاقمت خلال خدمته في الجيش، ومنها جنون الارتياب، والسلوك غير العقلاني، والأرق، واضطرابات النوم، مما جعله غير قادر على أداء مهامه. وخلال محاكمته، حاول أكبر تبرير أفعاله قائلاً إنه شعر بأن حياته "في خطر"، وكان لديه "مشكلات أخرى". في إحدى مراحل المحاكمة، قام بتهريب أداة حادة من غرفة الاجتماعات، وطلب من الشرطي العسكري فك قيوده لاستخدام دورة المياه، وعندها هاجمه وطعنه في الكتف والعنق، قبل أن يتم السيطرة عليه من قِبل شرطي آخر. لم يسمح القاضي بإدخال هذا الحادث كدليل قبل النطق بالحكم.
في 21 نيسان 2005، أُدين أكبر بتهمتي قتل مع سبق الإصرار، وثلاث تهم بمحاولة قتل مع سبق الإصرار. وفي 28 نيسان، صدر بحقه حكم بالإعدام بعد مداولات استغرقت نحو سبع ساعات.
في 20 تشرين الثاني 2006، صدّق الفريق أول جون ر. فاينز، قائد الفيلق الثامن عشر المحمول جوًا، على حكم الإعدام. وبسبب صدور حكم بالإعدام، تم رفع القضية تلقائيًا إلى محكمة الاستئناف العسكرية، التي أيّدت الحكم في 13 تموز 2012. ثم رُفعت القضية تلقائيًا إلى محكمة الاستئناف للقوات المسلحة الأمريكية، والتي أيّدت أيضًا الحكم والإدانة.
تبقّى لأكبر حق أخير في الاستئناف أمام المحكمة العليا للولايات المتحدة، والتي رفضت النظر في القضية في 3 تشرين الأول 2016. وبغياب أي استئناف جديد، تعتبر جميع الطعون قد استُنفدت، ويظل الحكم والإدانة قائمَين.
الخطوة التالية في قضيته تتطلب صدور أمر من رئيس الولايات المتحدة بصفته القائد الأعلى للقوات المسلحة لتنفيذ حكم الإعدام، والذي يتم حاليًا عبر الحقنة القاتلة. ولا يزال أكبر محتجزًا في السجن الانضباطي التابع للجيش الأمريكي بانتظار تنفيذ الحكم.